# Anodendron oblongifolium
Anodendron oblongifolium là một loài thực vật có hoa trong họ La bố ma. Loài này được Hemsl. mô tả khoa học đầu tiên năm 1891.